# Wohn- und Wirtschaftsgebäude Neuendeich 11

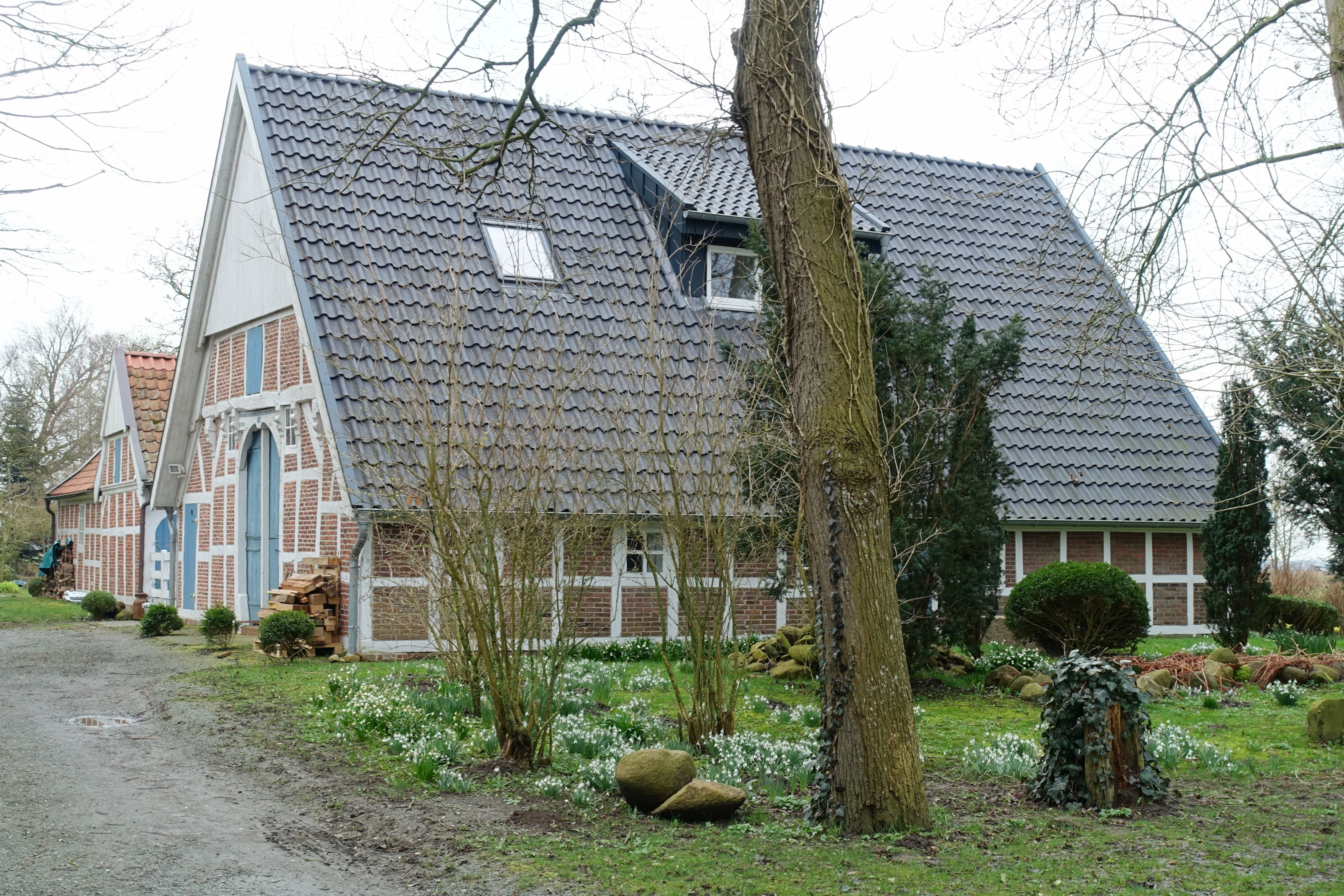
Nord- und Westfassade (2023)

Das Wohn- und Wirtschaftsgebäude Neuendeich 11 südlich der Oste in der niedersächsischen Samtgemeinde Land Hadeln, Ortsteil Cadenberge-Geversdorf, im Landkreis Cuxhaven, stammt aus der Mitte des 18. Jahrhunderts. Aktuell (2024) wird es als Wohnhaus genutzt.
Das Gebäude steht unter Denkmalschutz (siehe auch Liste der Baudenkmale in Cadenberge).

## Beschreibung
Das eingeschossige traufständige Gebäude als Zweiständer-Hallenhaus in Fachwerk mit Steinausfachungen, mit pfannengedecktem Satteldach, Wirtschaftsgiebel vorkragend über profilierten Knaggen sowie mit Kopfbändern bei beiden Hauptständern, mit der heute verglasten Grooten Door mit Korbbogen, Wohngiebel über Knaggen vorkragend, sowie mit regionaltypischen senkrechten Verbretterungen in den beiden Giebeldreiecken, stammt von 1746 (Inschrift). Es wurde zu einem Wohnhaus umgebaut.
Das Landesdenkmalamt befand u. a.: „… geschichtliche und städtebauliche Gründen wegen des ortsgeschichtlichen, gebäudetypischen und landschaftsbildprägenden Zeugniswerts ….“